# Një qiell i ri
Një qiell i ri (svenska: en ny himmel) är en låt på albanska framförd av sångerskan Juliana Pasha. Med låten ställde Pasha upp i Festivali i Këngës 46 i december 2007, Albaniens uttagning  till Eurovision Song Contest 2008. Låten skrevs av den framgångsrike sångaren Sajmir Braho med musik av Endri Sina.
Pasha deltog med låten i Festivali i Këngës första semifinal, 14 december 2007. Där gick hon vidare till finalen tillsammans med totalt 16 andra bidrag. I finalen framförde hon som nummer 13 av 17 deltagare. Hon framförde "Një qiell i ri" efter Samanta Karavello med "Pse u harrua dashuria" och före Agim Poshka med "Kujt i them të dua". Pasha fick höga poäng av samtliga domare (5 av 7 domare gav henne näst högsta poäng) och hon slutade 3:a med 54 poäng. Vann gjorde Olta Boka med "Zemrën e lamë peng".